# July Naters
Julia María Naters Romero (Lima, 6 de junio de 1974), más conocida como July Naters, es una productora y directora de televisión y teatro peruana, residente en Lima, Perú creadora de la asociación cultural Patacláun.

## Biografía
Julia Naters nació el 6 de junio de 1974 en la ciudad de Lima, Perú.
July comenzó como actriz a los 16 años. Estudió en la Universidad de Lima, donde solo permaneció un año y medio. Posteriormente, en 1990, Naters, junto a otros alumnos de aquella casa de estudios, creó  el grupo de teatro Patacláun, que comprende un grupo de actores cómicos, que cultivaban el estilo claun.
A los pocos años de haberse iniciado como función teatral como Patacláun en el A.M.O.R., Pataclaun en la ciudad y Pataclaun enrollado, Patacláun comenzó a salir en la televisión, comprobando ser un aceptable proyecto.
La primera serie de televisión en ser producida fue Pataclaun, que duró de 1997 a 1999 por Latina Televisión. También produjo y dirigió brevemente el programa El 4.º de Juan, en un horario mucho más nocturno.
Luego del final de la serie, presentó su quinto montaje teatral Pataclaun en... venta, que duró 8 meses.
En el 1997 también dirigió la obra El juicio final.
Entre 2 de febrero de 2003 hasta 8 de agosto de 2004 produjo la serie Carita de atún para Latina Televisión y el espectáculo teatral El round del claun estrenado en el festival de teatro de Manizales (Colombia), luego en Lima se presentó durante tres meses.
Entre 1 de junio hasta 3 de agosto de 2003 produjo Patacomix por Panamericana Televisión, tras conseguir la contratación en enero de ese año. También se encargó del programa educativo Mad Science con Ricardo Morán y Lelé Leandrus. Posteriormente asumió por dos meses la dirección artística en el fenecido Siempre Gisela.
Luego de producir el espectáculo de teatro La santa comedia, la trama fue lleva a la televisión como El santo convento entre 9 de septiembre de 2007 hasta 26 de diciembre de 2010 por América Televisión.
Entre 25 de julio hasta 21 de octubre de 2011 produjo La santa sazón.
En el 2012 Naters laboró como profesora de expresión corporal en la academia de Operación triunfo.
En el 2013 fue parte del jurado en el programa concurso Rojo Fama Contrafama.

## Carrera

### Teatro
- Patacláun en el A.M.O.R. (1991)
- Pataclaun en la ciudad (1993)
- Pataclaun enrollado (1994)
- La calle (1995)
- El Juicio Final (1996)
- Pataclaun en... venta (2000)
- El round del claun (2003)[17]
- La rebelión de los chanchos (2007)
- La santa comedia

### Televisión
- Patacláun (Latina Televisión, 1997-1999)
- Patacomix (Panamericana Televisión, 2003)
- Mad Science (Latina Televisión, 2003-2007)[9]
- El Santo Convento (América Televisión, 2007-2010)
- La santa sazón (Panamericana Televisión, 2011)
- Pensión Soto (Latina Televisión, 2017)

### Programas
- El 4.º de Juan (1999)
- Operación triunfo (2012)
- Rojo Fama Contrafama (Latina Televisión, 2013)